# 劉威 (唐朝)
劉威（？—？），中國唐朝詩人。武宗會昌時人。生卒年、籍貫不詳。

## 生平
一生不得志，一直在外漂泊流浪，最終客死他鄉。擅長寫詩，詩風柔弱，常常流露出悲傷的情緒。他的詩作被後人整理成集。被胡震亨評「弱調多悲」，其詩尤以《游東湖黃處士園林》、《七夕》詩特好

## 作品
大多詩歌完善，流傳至今的有《送元秀才入道》、《傷曾秀才馬》、《游東湖黃處士園林》、《早春》、《晚春陪王員外東塘游宴》《歐陽示新詩因貽四韻》、《贈道者》、《尉遲將軍》、《早秋歸》、《感寓》等。